# حاجز طريق
حاجز طريق هو عبارة عن حاجز مؤقت يتم إعداده للتحكم في حركة المرور أو منعها على طول الطريق. يمكن أن يكون من أسباب ذلك:
- أعمال الطرق.

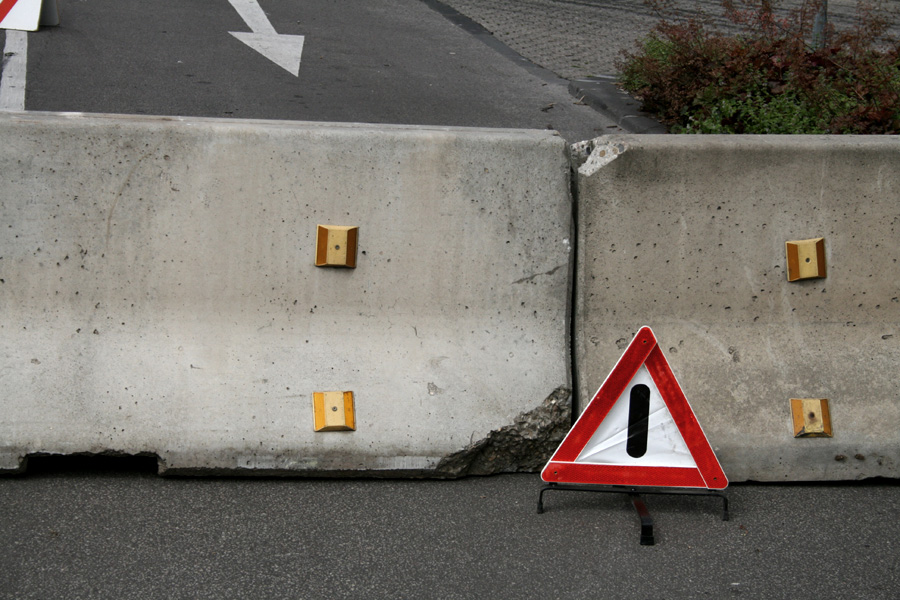
حاجز خرساني

- إغلاق طريق مؤقت خلال المناسبات الخاصة ومرور المواكب الرسمية.
- وجود مطاردة للشرطة
- حاجز رصانة

في الظروف السلمية يتم تثبيتها عادة من قبل الشرطة أو سلطات النقل البري ؛ كما يتم توظيفهم بشكل شائع أثناء الحروب وعادة ما يتم تزويدها بجنود مدججين بالسلاح في هذه الحالة. كما تستخدم أثناء الاحتجاجات وأعمال الشغب، وقد يستخدم كل من الشرطة والمتظاهرين أحيانًا حواجز على الطرق.

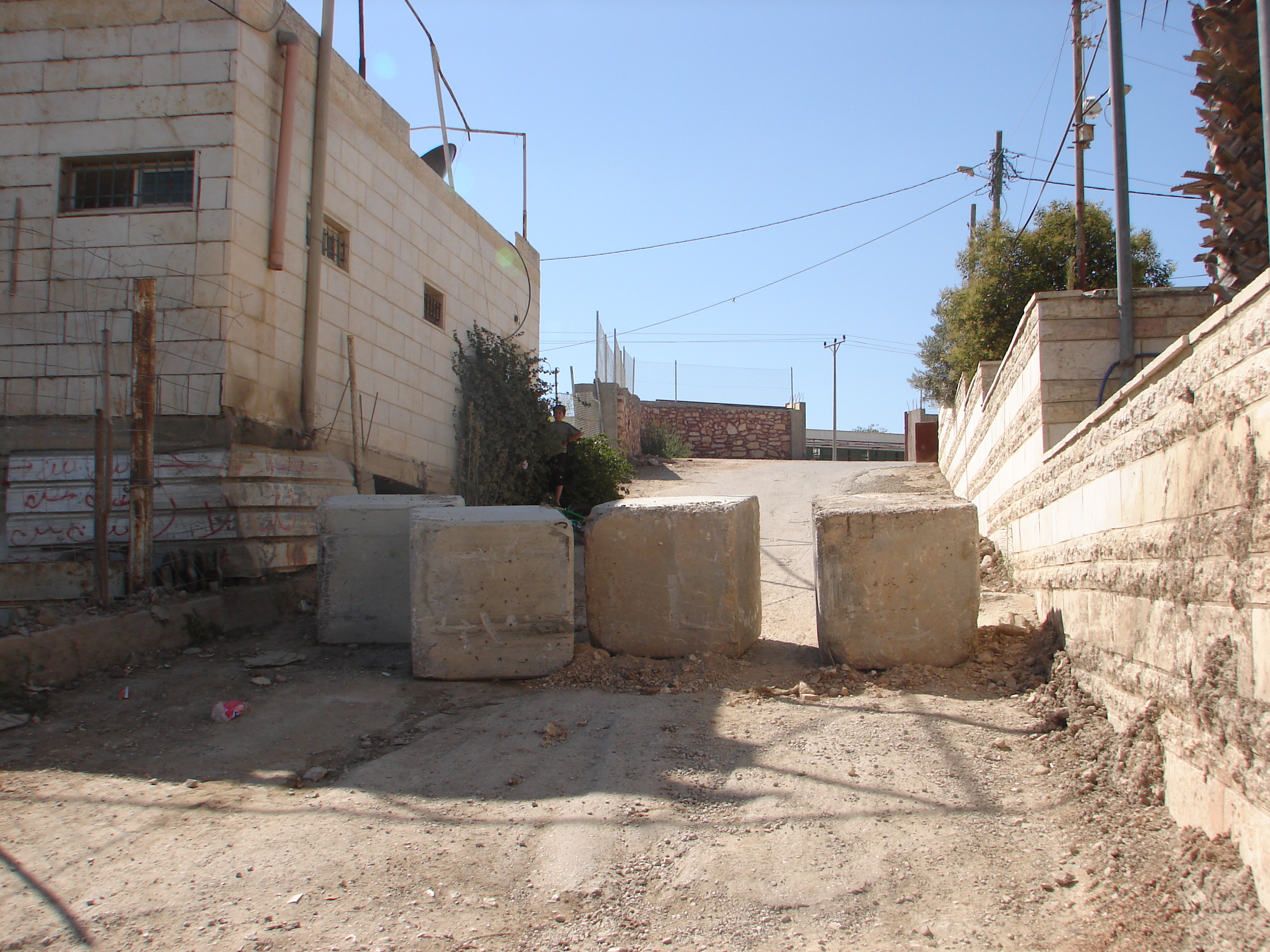
حاجز في الضفة الغربية
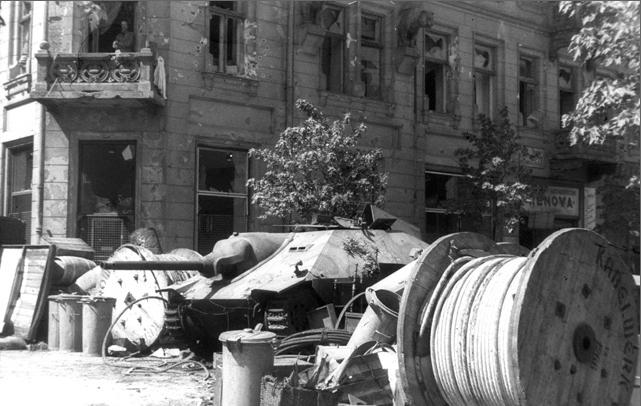
الحاجز البولندي خلال انتفاضة وارسو (1944)
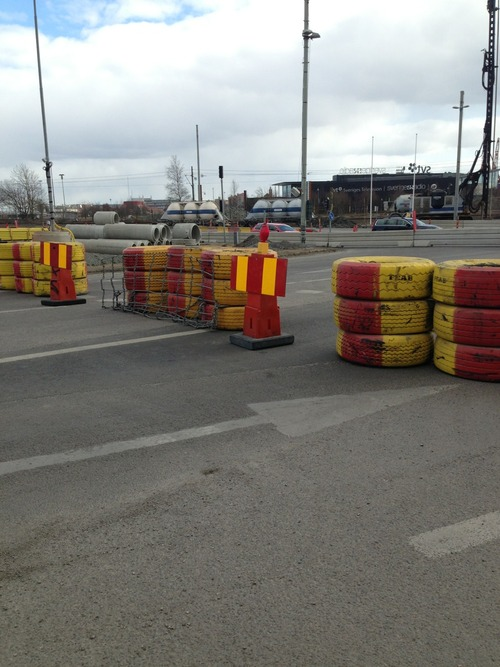
حاجز أثناء أعمال الطرق في السويد 2013
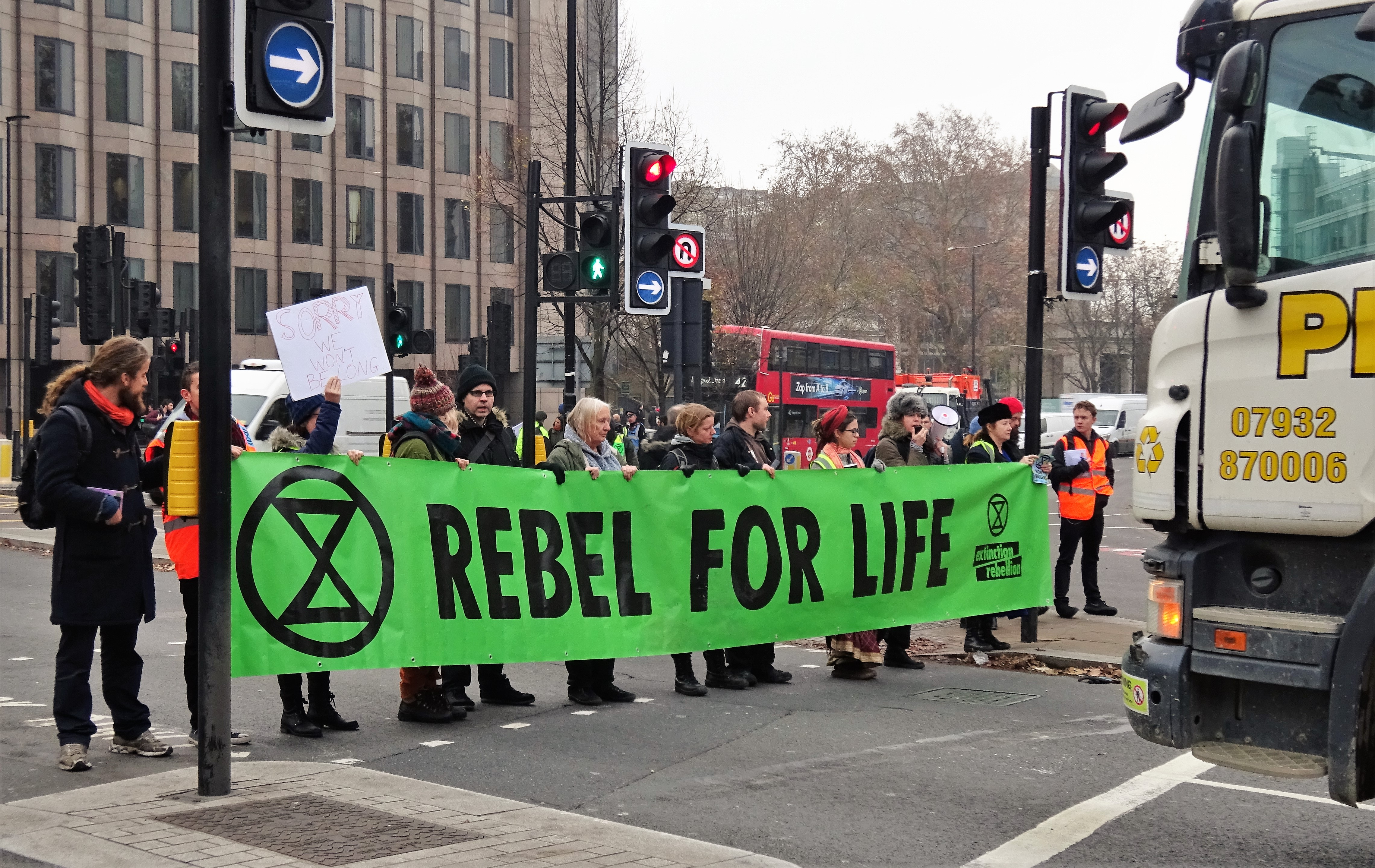
تمرد ضد الانقراض في المملكة المتحدة (23 نوفمبر2018).